# 大卫·伊斯顿
大卫·伊斯顿（英語：David Easton，1917年6月24日—2014年7月19日）是一个加拿大政治科学家，出生于多伦多，家境较为贫寒，1943年来到美国。他是美国政治学会的前会长。尔湾加州大学政治科学系特聘教授。
在行为主义与后行为主义革命盛行于政治科学这门学科的1950-1970年代，伊斯顿提供该学科中最广被接受的政治学定义——政治是社会价值的权威性分配（英語：politics as the authoritative allocation of values for the society）。他尤以系统理论套入政治科学研究而闻名。他把政策决策过程分成五个主要结构：输入、转换、输出、反馈、与环境，广受政策分析家所应用。纽约州立大学政治科学教授约翰·冈内尔表示1950年代「系统」是美国政治科学家最常用也最重要的理论概念。该概念在社会学及其它社会学科已经出现，但伊斯顿是确立该概念如何具体应用在政治科学行为研究上的最大功臣。
伊斯顿是众多重要学术机构与组织的掌门人，在多家一流组织与基金会担任顾问，并且还是出版过多部颇具影响力的学术著作，在许多理事会和委员会服务过，曾是美国政治学会前会长。

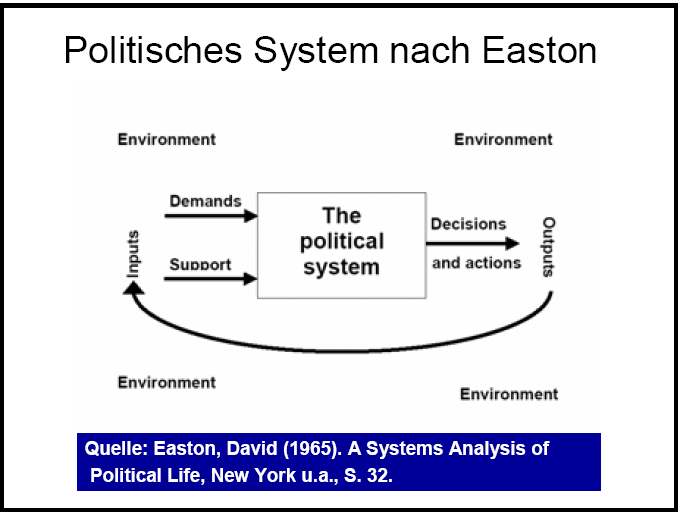
伊斯顿的政治生活系统

## 人物经历
1939年，伊斯顿获得多伦多大学学士学位，1943年，获硕士学位，1947年，获哈佛大学博士学位；1970年，获得麦克马斯特大学法学博士学位，1972年任教于卡拉马祖学院。他和西尔维娅·伊泽贝尔·维多利亚·约翰斯顿结婚，并育有一个儿子。1997年，由于其妻子身体欠佳，伊斯顿举家搬迁到加利福尼亚。
1944年到1947年，伊斯顿是哈佛大学的一名兼任教学的研究生。1947年，被委任为芝加哥大学政治科学助教，1953年升格为助理教授，1955年升为教授；1984年，任安德鲁·麦克利什社会思想杰出服务教授；1997年，被任命为加州大学欧文分校政治科学系特聘研究教授。在芝加哥大学任教期间，他主要给研究生授课，并监督指导他们的论文。在加州大学欧文分校期间，他主要负责该校刚刚起步的研究生项目，经过多年的发展，该项目已发展成为一个充满活力和综合性的项目，众多品学兼优的学生慕名而来。除此之外，这个项目还涉及到为新晋研究生开设的必修课程，该课程涉及19世纪和20世纪现代政治科学的基础。

## 主要作品
- 《现代政治理论的衰落》，《政治杂志》第13期。
- 《政治体系：政治学状况研究》[4]
- 《政治制度分析方法》，《世界政治》第9期。
- 《政治分析框架》[5]
- 《政治生活的系统分析》[6]
- 《政治理论的多样性》[7]
- 《政治体系中的儿童——政治合法性的起源》[8]
- 《政治结构分析》[9]
- 《分立的知识：跨学科与跨文化》[10]
- 《政治科学的发展：比较研究视角》[11]
- 《制度与纪律：民主与政治科学的发展》[12]